# Capital da moda

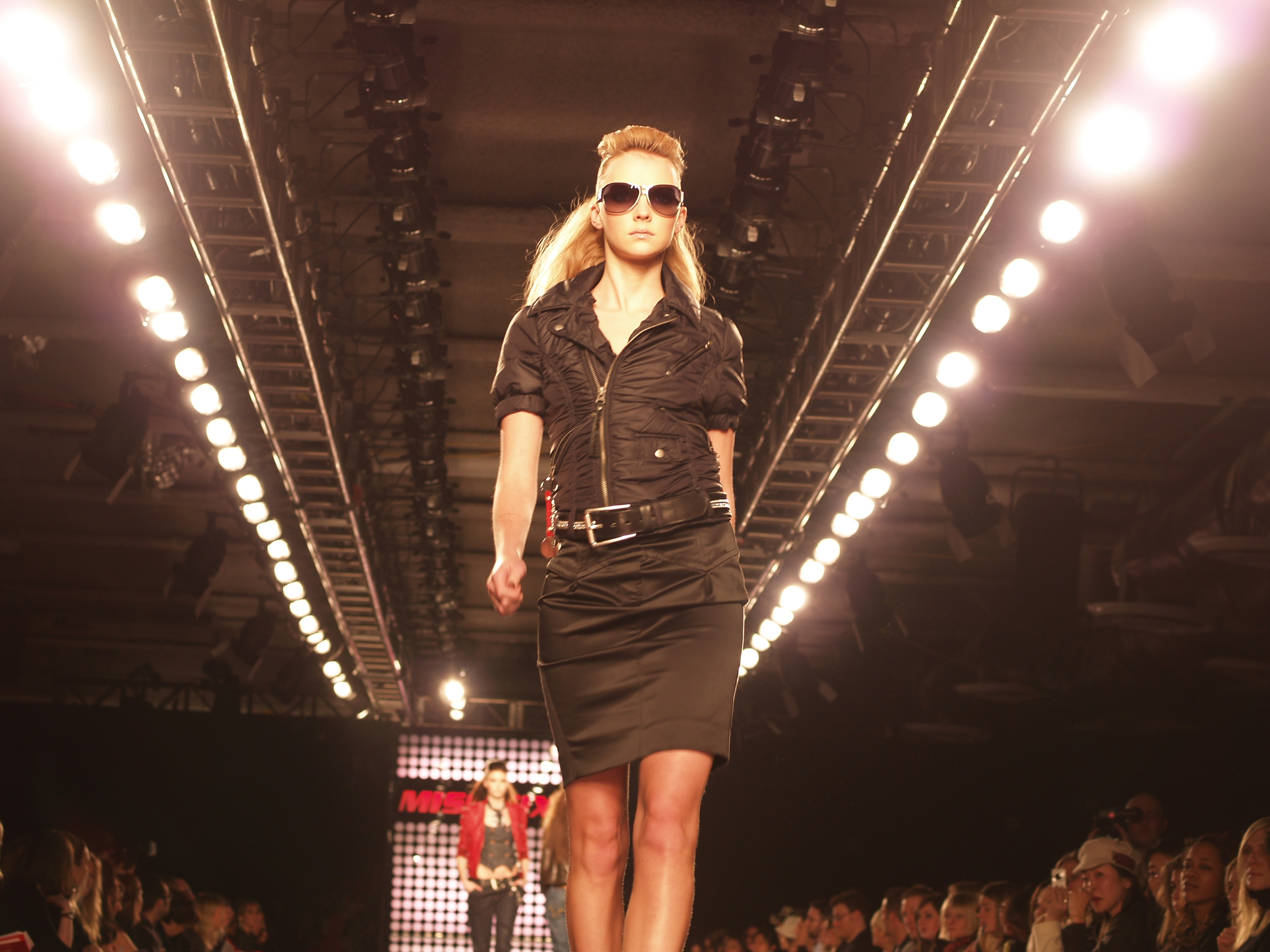
Modelo na New York Fashion Week, uma das mais importantes semanas da moda do planeta.

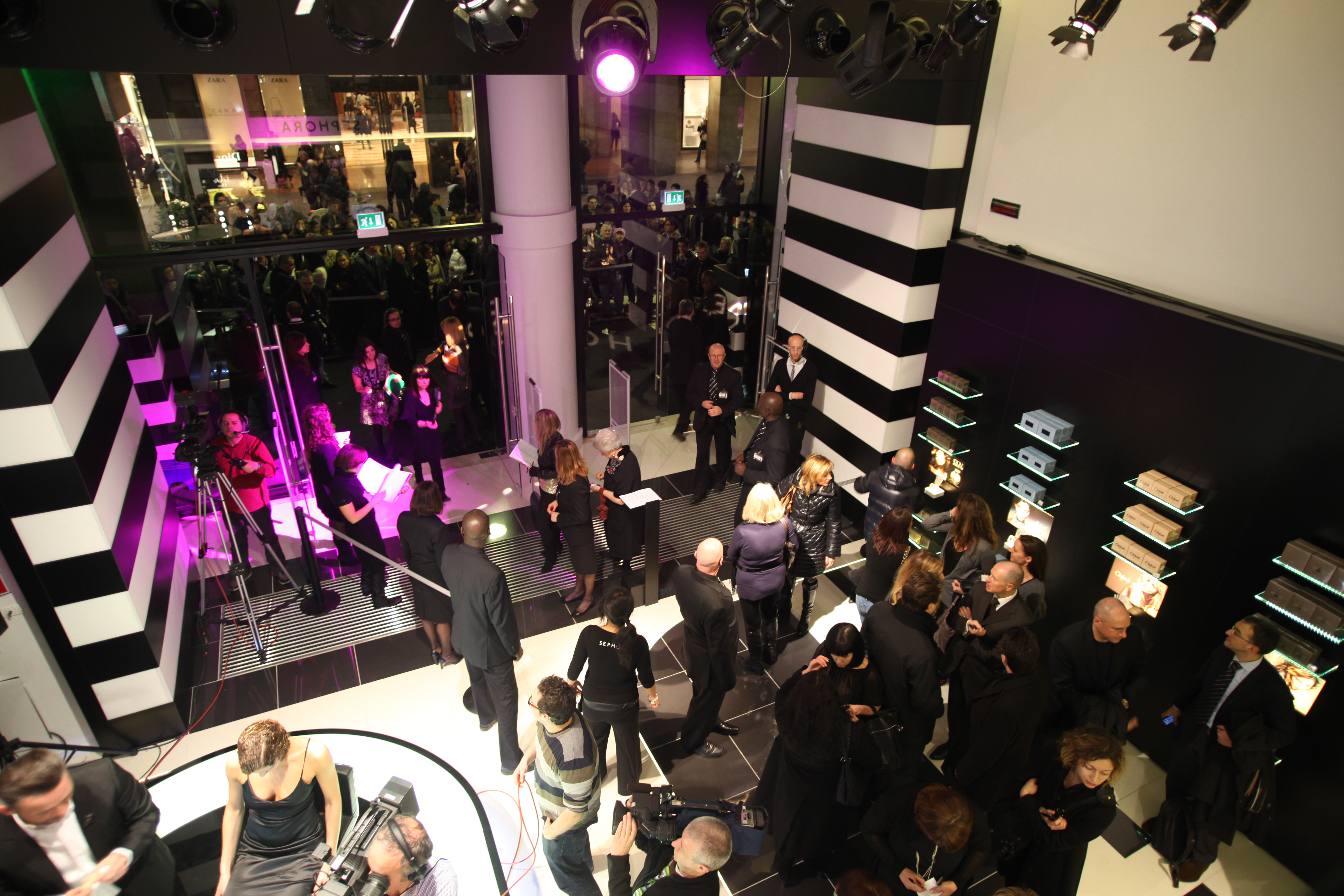
Semana da Moda de Milão de 2010

Capital da moda é uma cidade que tem grande influência nas tendências internacionais da moda e na qual o design, a produção e o varejo de produtos de moda, além de eventos como semanas de moda, prêmios e feiras, geram resultados econômicos significativos. As cidades consideradas as capitais globais da moda "Quatro Grandes" do século XXI são Londres, Milão, Nova York e Paris.
Uma capital da moda assume papel de liderança em vestuário e design. Além disso, as capitais da moda costumam ter um amplo mix de atividades empresariais, artísticas, de entretenimento, culturais e de lazer e são reconhecidas internacionalmente por terem uma identidade única e forte. Também foi observado que o status de capital da moda tem se tornado cada vez mais vinculado ao perfil nacional e internacional de uma cidade. As capitais da moda provavelmente também fazem parte de um cenário de design mais amplo, com escolas de design, revistas de moda e um mercado local de consumidores abastados.
Desde o século XVI, Milão é considerada a "Capital Mundial da Moda". Hoje em dia, muitas vezes o termo capital da moda é usado para descrever as cidades que realizam semanas de moda, com mais destaque, Milão, Londres, Paris e Nova York, para mostrar sua indústria. Além disso, várias outras grandes cidades ao redor do mundo hospedam eventos de moda notáveis e são influentes na moda global.[12] 